# Мечеть Агадир
Мечеть Агадир (араб. مسجد أغادير‎) — историческая мечеть в городе Тлемсен в Алжире. Мечеть практически полностью разрушена, от здания остался только один минарет.

## История
Мечеть Агадир была построена в 790 году Идрисом I. Мечеть была заброшена и впоследствии разрушилась в связи с тем, что город постепенно сместился на восток, и население переселилось в городе Тактарат (изначальная застройка нынешнего города Тлемсен). Тактарат был основан Альморавидами недалеко от Агадира, который вскоре стал пригородом.

## Описание
В наше время остались лишь некоторые остатки от стен, обнаруженных в результате современных археологических раскопок, а также минарет, сооружение которого приписывают Ягмурасан ибн Зайяну. Минарет имеет высоту 26,6 метров и каменный фундамент высотой около 6 метров. Для постройки фундамента здания были использованы камни из разобранных, более ранних, римских построек. Выше фундамента находится кирпичная башня, в которой есть небольшие отверстия, предназначенные для освещения лестницы. На платформе, с которой муэдзин призывает к молитве, четыре фасада купола Кандилийя, который венчает здание.
Минарет расположен в городе Тлемсен, в районе Агадир, на улице «Минарет».